# Eotetranychus yumensis
Eotetranychus yumensis är en spindeldjursart som först beskrevs av McGregor 1934.  Eotetranychus yumensis ingår i släktet Eotetranychus och familjen Tetranychidae. Inga underarter finns listade i Catalogue of Life.